# Mikhaïl Txigorin
Mikhaïl Ivànovitx Txigorin (Chigorin, Tchigorin, Tchigorine, Tschigorin) (en rus, Михаи́л Ива́нович Чиго́рин), (12 de novembre de 1850, Gàtxina, Rússia – 25 de gener de 1908, Lublin, Polònia) fou un jugador d'escacs rus, d'enorme influència en l'àmbit escaquístic. Per la seva qualitat i estil de joc, és considerat el pare de l'«escola soviètica d'escacs»", els membres de la qual varen exercir un domini absolut en el món dels escacs durant tota la segona meitat del segle xx.

|  |

## Carrera escaquística
Txigorin havia nascut prop de Sant Petersburg, i hi va anar a viure poc després. Va tenir el primer contacte seriós amb els escacs relativament tard; un professor de la seva escola li va ensenyar les regles als setze anys, però de fet no va implicar-se en el joc fins als voltants del 1874, un cop ja havia acabat els seus estudis, i tot just abans de començar la seva carrera com a funcionari del govern imperial.

### Els inicis, a Sant Petersburg
Un cop seduït pel joc, va deixar la feina i va començar la seva vida com a jugador d'escacs professional. Va jugar una sèrie de matxs, principalment a Sant Petersburg, amb els reputats mestres locals Emanuel Schiffers (1878-1880) i Semion Alapín (1880-1881) els quals va derrotar àmpliament. Poc més tard, ja era considerat el millor jugador de Sant Petersburg, i, per extensió, de tota Rússia.

### Carrera internacional
El primer torneig internacional en què va participar fou el II Congrés de la DSB de Berlín 1881, on empatà al tercer lloc amb Szymon Winawer, rere Johannes Zukertort i Joseph Henry Blackburne. La seva fama va començar realment arran del torneig de Viena de 1882, en què va aconseguir guanyar una de les seves partides a Wilhelm Steinitz, el campió mundial, que en aquell moment es trobava en el seu moment de plenitud. Al gran Torneig de Londres de 1883, hi fou quart, rere Zukertort, Steinitz i Blackburne, però va aconseguir guanyar les dues partides que el van enfrontar a Steinitz.
Al fortíssim torneig de Nova York 1889 (6è American Chess Congress) empatà al primer lloc amb Max Weiss. A continuació d'aquest gran èxit, va desafiar el Campió del Món regnant, Steinitz, a un matx amb el campionat del món en joc.
.

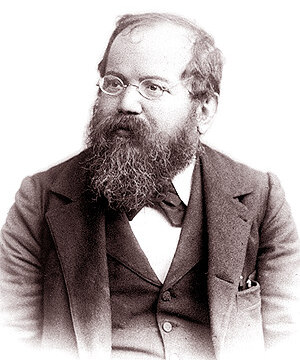
El campió del món, Wilhelm Steinitz, va defensar el títol amb èxit contra Txigorin en dues ocasions, a l'Havana 1889 i 1892

El matx es va jugar a l'Havana el 1889, però el va perdre 10½–6½. Els dos jugadors varen jugar un segon matx, també a l'Havana el 1892, però tornà a perdre 12½–10½. El marcador global històric de resultats contra Steinitz fou, en qualsevol cas, molt ajustat (+ 24 – 27 = 8). Txigorin va jugar també un (en el seu moment molt famós) “matx telegràfic” contra Steinitz el 1890, ideat des de la perspectiva de la teoria d'obertures: Txigorin tenia el petit avantatge que podia triar d'antuvi les obertures, d'entre una llista que Steinitz havia proposat, i en part per això, va guanyar les dues partides.
Cap a les darreries del segle, el seu prestigi a Rússia i a l'estranger continuà augmentant de manera imparable, i ja des de començaments dels anys 1890 era considerat un dels quatre o cinc millors jugadors mundials. En paral·lel, va assolir una gran reputació com a jugador de matxs. El 1893 va empatar un matx amb el teòric alemany Siegbert Tarrasch (+ 9 - 9 = 4) a Sant Petersburg; (el marcador històric de Txigorin contra Tarrasch, un dels grans jugadors de l'època, fou molt ajustat (+ 14 - 13 = 8). Txigorin va assolir uns resultats millors contra Richard Teichmann (+ 8 - 3 = 1), però en canvi molt pobres contra Dawid Janowski (+4 -17 =4), tot i que la major part de les derrotes contra Janowski corresponen a les darreries de la carrera de Txigorin, quan el seu millor moment ja havia passat.
Amb tota probabilitat, la seva millor actuació va ser al Torneig de Hastings 1895, on fou 2n, per davant del Campió del món Emanuel Lasker, Tarrasch i l'excampió del món Steinitz. En aquest esdeveniment, el més fort torneig d'escacs de tota la història fins a aquella data, hi varen participar la totalitat dels millors jugadors de l'època, i l'actuació de Txigorin hi fou excepcional. Va derrotar en la seva partida individual el vencedor del torneig, Harry Nelson Pillsbury. En aquest torneig, Txigorin també va derrotar, amb negres en la partida de la primera ronda, el campió mundial Lasker en un final clàssic de dos cavalls contra dos alfils. Malgrat això, el resultat històric global d'enfrontaments contra Lasker en partides oficials fou molt pobre (+ 1 - 8 = 4).
En altres competicions importants, fou primer (ex aequo) a Budapest 1896, i va batre Rudolf Charousek (+3 -1) al play-off de desempat. A Colònia 1898, (11è Congrés de la DSB, empatà al segon lloc amb Charousek i Wilhelm Cohn, rere Amos Burn. Fou 6è al Torneig d'escacs de Viena 1898 (el campió fou Siegbert Tarrasch). La seva 7a plaça de Londres 1899 fou decebedora en comparació, però aquest era un torneig amb una llista de participants de primer nivell. Al Torneig de Montecarlo 1901, empatà al tercer lloc amb Theodor von Scheve, rere Janowski i Carl Schlechter.
Txigorin fou un molt qualificat jugador de gambits: va guanyar el torneig temàtic del gambit de rei de Viena 1903, i va derrotar en Lasker (+ 2 - 1 = 3) en un torneig temàtic del gambit Rice a Brighton (tot i que aquesta victòria no va ser significativa, ja que va quedar clar que el gambit Rice no era una obertura seriosa, i per tant, el bàndol negre obtenia un fàcil avantatge en cada partida). Al quadrangular de Łódź 1906, hi fou segon rere Akiba Rubinstein.
A banda d'aquests esdeveniments internacionals, també va participar i va guanyar els tres primers Torneigs de Mestres de Totes les Rússies, els anys 1899, 1900/01 i 1903. El 1905/06 va perdre la quarta edició del torneig, però immediatament va desafiar el guanyador, Gersz Salwe, a un matx, del qual Txigorin en va sortir vencedor (+ 7 = 3 - 5), consolidant la seva posició com a millor jugador de l'Imperi Rus.

### Rànquing mundial
El seu millor rànquing Elo s'ha estimat en 2797 punts, per l'octubre de 1895, moment en què tenia 44 anys, cosa que el situaria en tercer lloc mundial en aquella data. Segons chessmetrics, va ser el segon millor jugador mundial en 17 diferents mesos, entre l'octubre de 1889 i el setembre de 1897.

## Estil de joc i actitud

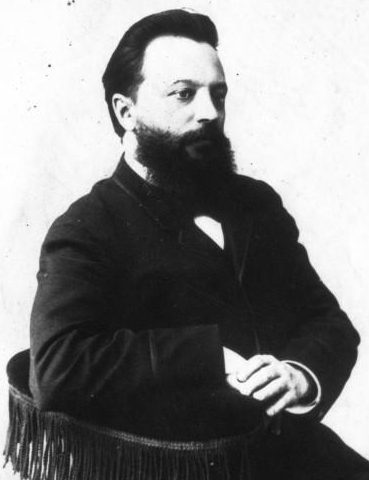
Mikhail Txigorin poc abans de la seva mort el 1908

El seu estil de joc es basava en un enfocament imaginatiu de les obertures, i en una ben esmolada habilitat tàctica. Rebutjava moltes de les doctrines més aviat rígides presentades pels clàssics Tarrasch i Steinitz, però va assimilar i aplicar els ensenyaments de Steinitz amb relació a la solidesa defensiva del centre. De fet, va contribuir de manera fonamental a l'evolució del concepte de centre defensiu mercès a la tasca d'investigació que va dur a terme en les variants tancades de la Ruy López. També va ser pioner en algunes variants de la defensa eslava.
Txigorin, que va dur sempre una gran barba, va ser descrit per comentaristes de l'època com a "decididament guapo”. Frank Marshall, un dels seus rivals, en va destacar l'estat d'agitació que posseïa Txigorin quan s'enfrontava a posicions difícils, moments en què movia els peus frenèticament, i creuava i descreuava les cames compulsivament, convertit en "un sac de nervis", i mostrava un tarannà "ferotge".
| «                      | Txigorin era un manat de nervis, capaç de veure les combinacions més complicades i passar-ne per alt d'altres molt més simples | » |
| — Frank James Marshall | |   |

## Els darrers anys
En els seus darrers anys, Txigorin va ser un autèntic ambaixador dels escacs a Rússia; donava moltes conferències, va escriure articles en revistes i columnes d'escacs i subvencionava o donava suport a tota una sèrie de publicacions periòdiques les quals mantenia a despit que tinguessin molt pocs lectors. També va fundar un club d'escacs a Sant Petersburg i va tractar durant molts anys d'establir una federació d'escacs, cosa que finalment només va succeir tot just uns anys després de la seva mort.
Segons el MI canadenc Lawrence Day, en Txigorin va viatjar amb un jove Fedor Bohatirchuk a diferents torneigs russos en el període 1905-1907, ajudant-lo i entrenant-lo. Bohatirchuk, després de la II Guerra Mundial, va emigrar al Canadà, i allà fou l'entrenador d'en Day.
El 1907, Txigorin va fracassar estrepitosament al torneig de Karlsbad, on va tenir una crisi de salut; li va ser diagnosticada una avançada i intractable diabetis, i els metges li varen dir que només li quedaven uns mesos de vida. Després d'això va tornar amb la seva dona i la seva filla a Lublin, on hi va morir el següent gener. El 1909, es va celebrar a Sant Petersburg un torneig Memorial Txigorin, denominació amb la qual s'han seguit jugant torneigs d'escacs des de 1947 principalment a Sotxi i des de 1990 novament a Sant Petersburg.

## Llegat
Gràcies seu talent original, partides agudes, i prolífica activitat pedagògica, molts russos consideren en Mikhail Txigorin com el fundador de la seva "Escola d'Escacs", que més tard seria coneguda com a escola soviètica. Tot i que en part eclipsada a la dècada de 1920 per les noves i molt interessants teories de l'escola hipermoderna, la influència de Txigorin té sens dubte un lloc molt destacat a l'hora d'explicar l'hegemonia soviètica d'escacs al llarg de tot el segle xx.
Hi ha diverses obertures d'escacs o variants d'obertura que duen el nom de Txigorin en honor seu, com la Variant Txigorin de la Ruy López (1.e4 e5 2.Cf3 Cc6 3.Ab5 a6 4.Aa4 Cf6 5.OO Ae7 6.Te1 b5 7.Ab3 d6 8.c3 O-O 9.h3 Ca5) i la defensa Txigorin contra el gambit de dama (1.d4 d5 2.c4 Cc6). Mentre que la primera ha estat sempre molt popular ja des dels anys 1900 i fins a l'actualitat, la segona no va atraure un gran nombre de devots fins fa relativament poc en el temps. Igor Miladinovic ha utilitzat la defensa Txigorin amb gran regularitat, però el seu actual renaixement deu molt als esforços d'Aleksandr Morozévitx, qui ha fet renéixer la defensa tant gràcies a les seves partides com al seu llibre -La Defensa Txigorin segons en Morozévitx (publicat el 2007).
Una altra línia d'obertura inventada per Txigorin fou 1.e4 e6 2.De2 contra la defensa francesa, que actualment és considerada com una precursora dels esquemes de l'índia de rei, però que Txigorin també jugava tenint presents altres idees (com b2-b3).

## Altres influències
Una famosa partida que Txigorin jugà contra Steinitz el 1892 és la base per a l'argument de The Squares of the City (Les places de la ciutat), 1978 una novel·la de ciència-ficció de John Brunner.